# Ostarrichi

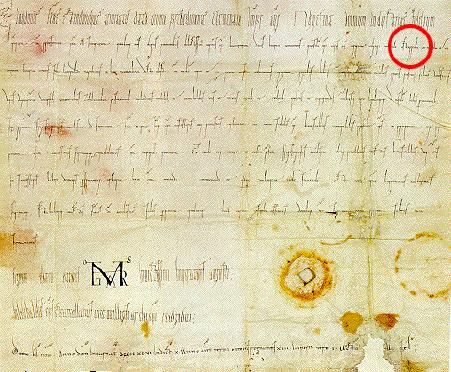
„Certificatul Ostarrîchi” emis de Otto al III-lea la 1 noiembrie 996

Ostarrichi sau Ostarrîchi, inițial numită Marcha orientalis, mai târziu Marcha Austriae sau Osterland, cunoscută și ca Marca de Austria sau Margrafiatul Austria, începând din secolul al XIX-lea denumită Ostmark, a făcut parte din vechiul Ducat al Bavariei între 976 și 1156 când a devenit ducat independent teritorial numit Ducatul Austriei.

## Istoria
Cea mai veche menționare cunoscută a denumirii Ostarrichi, de la care provine numele Austria, se află în „Certificatul Ostarrichi” emis la 1 noiembrie 996 în Bruchsal (unde se afla atunci curtea regală) de împăratul Otto al III-lea al Sfântului Imperiu Roman. Certificatul este un act de donație pentru arhiepiscopul Gottschalk de Freising și poartă sigiliul lui Henric al II-lea (urmașul lui Otto al III-lea) atașat abia câțiva ani mai târziu, în perioada 1002–1005, înainte ca arhiepiscopul să moară în 1006. Certificatul este astăzi păstrat în Arhivele de stat ale Bavariei la München. Donația făcută Arhiepiscopiei Freising cuprindea „30 de Königshupfen” (probabil aproximativ 1000 hectare) în „regiunea cu numele popular Ostarrichi” (în latină regione vulgari vocabulo Ostarrichi), în jurul localității Neuhofen an der Ybbs (Niuvanhova) din Austria Inferioară de astăzi. Neuhofen în sine era o reședință regală, iar faptul că arhiepicopia primise terenuri aici nu a fost o întâmplare: în 973 îi fuseseră acordate proprietăți în Craina și în 995 regele Otto al III-lea a schimbat cu aceeași arhiepiscopie un teren de 6 Hupfen în regiunea Ulmerfeld. Donația făcută în 996 era de „treizeci de Königshufen în imediata vecinătate cu teren construit și neconstruit, cu pajiști și pășuni, păduri, izvoare și ape curgătoare, terenuri de vânătoare, pășuni cu stupi, ape pentru pescuit, mori, bunuri mobile și imobile, terenuri cu și fără drumuri, intrări și ieșiri, cu veniturile existente și viitoare”. Unitatea de măsură Hufe era diferită de Königshufe care era desigur mai mare și măsura aproximativ 1000 hectare.

## Originea denumirii
Numele Ostarrichi era deja folosit de mult timp pentru această regiune, denumită și Marca Babenberg (în germană Babenbergermark). Există multe motive pentru care astăzi se consideră că acest nume era uzual în 976 când a fost înfeudată familia Babenberg. De aceea numele Ostmark dat teritoriilor carolingiene, ale Ottonilor și ale Babenbergilor, în scrierile istorice din secolul al XIX-lea poate fi pus la îndoială. Cuvântul latin „oriens” care apare des înseamnă și „țara de la est” (în germană Ostland). De asemenea, expresiile „terra (sau provincia) avororum”, mai târziu „regio (sau marchia) orientalis” nu pot fi ușor înțelese, dar asta nu înseamnă că se pune la îndoială existența „Mărcii din Est”. Sigur este că de la momentul primei menționări a numelui Ostarrichi, acesta a început să apară din ce în ce mai des în documente. După 996 următorul document în care acesta este menționat, este un certificat împărătesc emis la 29 aprilie 998 care se referă la localitatea Nöchling: „in pago quoque Osterrichi vocitato”. Cuvântul apare în poezii și minnesanguri la curtea regală, iar în poeziile populare apare denumirea „Osterland”. Cronicarul Ottokar din Stiria (Otacher oûz der Geul, 1256–1320), creatorul celei mai cuprinzătoare scrieri istorice germane și anume Cronica rimată a Stiriei („Steirischen Reimchronik”), a folosit denumirea Osterrichi care apoi a intrat repede în uz.
În Bizanț pentru același teritoriu era folosită denumirea Ostrikion, iar în Italia, Ostrigon. Poetul Dante Alighieri a folosit forma Osterico.
Denumirea „Austria” pentru margrafiatul Austria a fost folosită de mai multe ori în perioada 1130–1135 însă data apariției ei nu poate fi stabilită cu precizie. Exact se știe că această denumire apare în certificatul emis de regele Conrad al III-lea la 25 februarie 1147 pentru confirmarea proprietății Mănăstirii Klosterneuburg.
Certificatul Ostarrichi scris în latină conține patru cuvinte care nu sunt latine: Ostarrichi, Niuuanhova, hoba, zidalweidun, ultimele trei fiind în limba bavareză veche. Aceasta este o indicație că numele Ostarrichi își are originea, de asemenea, în bavareza veche. Expresia populară Marchia orientalis (Marca orientală) folosită în textele latine -rîchi sau în germana veche -rîhhi, nu trebuie tradus ca imperiu în sens modern, ci ca o regiune care aparține direct cârmuitorului.
A existat opinia că denumirea Ostarrichi are o legătură ipotetică cu zeița germanică Ostara. Totuși, această opinie este extrem de controversată și a apărut mai degrabă datorită unor tendințe neopăgâne ale unor istorici în timpul național-socialismului. De asemenea, s-a făcut referire la Ister (cursul inferior al Dunării) în unele cazuri fiind menționată și o posibilă origine celto-romană. Sursele disponibile astăzi sunt însă prea puține pentru a susține toate aceste ipoteze.